# Кора Кемпбелл
Кора Кемпбелл (англ. Cora Campbell, 28 травня 1974) — канадська ватерполістка.
Учасниця Олімпійських Ігор 2000, 2004 років.
Призерка Чемпіонату світу з водних видів спорту 2001, 2005 років.
Призерка Панамериканських ігор 2003, 2007 років.